# New Model Army (17e eeuw)

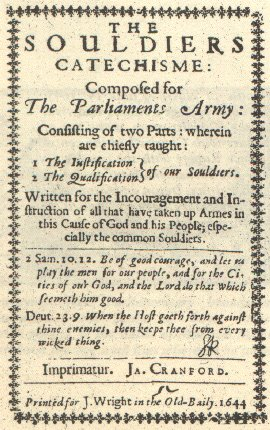
The Souldiers Catechisme: regels, voorschriften en trainingsprocedures van het New Model Army.

Het New Model Army was het leger van het parlement van Engeland dat in de Engelse Burgeroorlog (1642-1651) vanaf 1645 de parlementsgezinden verenigde in de strijd tegen de koningsgezinden van Karel I van Engeland. 

## Oprichting
Het parlement richtte dit leger op op 17 februari 1645 op aanraden van het Committee of Both Kingdoms. Het moest het tij verder doen keren tegen de royalisten van Karel I. Voorafgaand aan de New Model Army had het parlement de slag bij Marston Moor gewonnen, maar het leger was niet sterk genoeg gebleken om Karel I een definitieve nederlaag toe te dienen. Generaal Thomas Fairfax en het hoofd van de cavalerie Oliver Cromwell zouden met hun New Model Army het leger van royalisten voorgoed kunnen verslaan.

## Samenstelling
Het New Model Army was een mengeling van oudere regimenten met 22.000 goed getrainde, uitgeruste en betaalde soldaten. Het leger werd georganiseerd op nationale basis. Iedereen die de nodige kwaliteiten had, kon dienen in het New Model Army. Dat was in die tijd revolutionair, omdat rangen in het leger meestal bepaald werden door de plaats in de maatschappij. In het New Model Army kon een slager, laag op de ladder van de maatschappij, een officier worden. De legerleiding vertrouwde aristocratische officieren niet, omdat ze nog in zekere mate koningsgezind waren en de koning ontzagen in de strijd. Sommige aristocraten werden weggezuiverd uit het New Model Army. Er heerste strenge discipline en militaire oefeningen waren grondig. Velen in het leger waren sterk religieus gemotiveerde independentisten en puriteinen. Het New Model Army werd een politieke factor van belang. Het parlement zou zich moeten onderwerpen aan de politieke beslissingen van het leger. De politiek werd dikwijls bepaald vanuit militaire kringen.

## Lichte cavalerie
De basis van het nieuwe leger was de lichte cavalerie. Royalist en officier prins Rupert zou hun de bijnaam Ironsides (ijzervreters) hebben gegeven, omdat ze zo gemakkelijk door de linies leken te snijden. Ze droegen dikke lederen bescherming in plaats van het zware metalen harnas. In de strijd maakten ze gebruik van het verrassingseffect in combinatie met hun snelheid om de vijand hard te treffen en om snel verder te kunnen trekken. Meestal vielen ze de flanken van de vijand aan, hun zwakste punt. Artillerie en musketten van de royalisten waren altijd gericht op de voorste gelederen van de vijand. Artillerie was moeilijk wendbaar en musketten traag om te herladen. De New Model Army was hun te snel af. De cavalerie achtervolgde wegrennende royalisten niet en kon zich zo voortdurend in de strijd mengen.

## Slag bij Naseby
De belangrijkste zege van de New Model Army vond plaats nabij Naseby op 14 juni 1645. Bijna 1.000 soldaten van de royalisten werden gedood en 4.500 soldaten werden gevangengenomen. Tegen het einde van de strijd had het New Model Army bijna alle wapens en munitie van royalisten te pakken gekregen. De royalisten kwamen deze slag niet te boven en trokken zich definitief terug. Karel I gaf zich over aan de Schotten, die hem op hun beurt uitleverden aan het Engelse parlement.